# 2С27
2С27 «Риф» — советская 152-мм самоходная гаубица на гусеничном шасси. Разработана на Харьковском тракторном заводе.

## История создания
Разработка САУ началась в СССР. Гаубица для 2С27 была разработана в ОКБ-9 на артиллерийском заводе № 9 под руководством Голубева В. А.. После провозглашения независимости Украины заказчиком 2С27 выступило Министерство обороны Украины. Разработку артиллерийской части продолжило киевское Конструкторское бюро артиллерийского вооружения.

## Описание конструкции
Предназначалась для замены 2С1 «Гвоздика» в артдивизионах мотострелковых (танковых) полков. Плавающая. Унификация по снарядам с МЛ-20, Д-1, 2С3, Д-20, 2А65, 2С19 («единый снаряд»).  Наиболее близкий аналог 2С27 «Риф» — 2С18 «Пат-С».